# Missão mundial da BMS
A Missão mundial da BMS (em inglês:   BMS World Mission), oficialmente Sociedade Missionária Batista (em inglês:  Baptist Missionary Society), é uma organização  missionária batista. Ela é afiliada à as União Batista da Grã-Bretanha. Sua sede é em Didcot (Oxfordshire), Grã-Bretanha.

## História
A organização foi fundada em 1792 como a Sociedade Batista Particular para a Propagação do Evangelho entre os Pagãos em  Kettering. Também será chamada de "Sociedade Missionária Batista". A primeira missão da organização foi para Bengala, Índia com os missionários William Carey e John Thomas em 1793. Também é conhecido como BMS World Mission desde 2000.